# Tithonia pittieri
Tithonia pittieri là một loài thực vật có hoa trong họ Cúc. Loài này được (Greenm.) S.F.Blake miêu tả khoa học đầu tiên năm 1918.